# Diogo Jota
|  | No s'ha de confondre amb José Ignacio Peleteiro Ramallo. |

Diogo José Teixeira da Silva (Porto, 4 de desembre de 1996 - Cernadilla, 3 de juliol de 2025) conegut com a Diogo Jota (ˈʒɔtɐ), fou un futbolista professional portuguès.
Jota va començar la seva carrera amb el Paços de Ferreira, abans de fitxar per l'Atlètic de Madrid, de la Liga, el 2016. Després de dues temporades a la Primeira Liga, va ser cedit consecutivament al club de la Primeira Liga FC Porto el 2016 i al club del Championship anglès EFL Wolverhampton Wanderers FC el 2017. Després d'haver-los ajudat a aconseguir l'ascens a la Premier League, es va incorporar definitivament al club el 2018 per 14 milions d'euros i va jugar-hi 131 partits, marcant 44 gols. El 2020, va fitxar pel Liverpool FC per una quota de 41 milions de lliures.
Jota va ser un exinternacional juvenil de Portugal, que va representar el seu país als nivells sub-19, sub-21 i sub-23. Va ser inclòs a l'equip per a les Finals de la UEFA Nations League 2019, que Portugal va guanyar a casa seva, i va fer el seu debut internacional sènior el novembre de 2019, jugant a la UEFA Euro 2020.
Va morir el 3 de juliol de 2025 en un accident de trànsit juntament amb el seu germà André, també futbolista.

## Carrera de club

### Paços de Ferreira
Jota es va incorporar a la formació juvenil de Paços de Ferreira el 2013, procedent del Gondomar. Va ascendir a l'equip principal a l'inici de la temporada 2014-15, i va debutar com a sènior el 19 d'octubre de 2014 en una victòria a casa per 4-0 contra l'Atlético de Reguengos a la Taça de Portugal.
Jota va jugar un partit a la Primeira Liga per primera vegada el 20 de febrer de 2015, substituint Diogo Rosado en un empat 2-2 a casa contra el Vitória de Guimarães. Va marcar els seus primers gols a la competició el 17 de maig, fent un doblet en una victòria a casa per 3-2 davant l'Acadèmica de Coimbra i esdevenint així el jugador més jove a marcar per al club en la primera categoria.
El 30 de maig de 2015, Jota va signar un nou contracte de cinc anys amb el Paços, que el mantenia lligat al club fins al 2020. En el primer partit de la temporada, una victòria per 1-0 sobre l'Académica a l'Estádio da Mata Real el 17 d'agost, va ser expulsat al final per haver empès Hugo Seco; Ricardo Nascimento també va ser expulsat per represàlies en favor del seu company.

### Atlètic de Madrid
El 14 de març de 2016, Jota va acordar un contracte de cinc anys amb l'Atlètic de Madrid a partir de l'1 de juliol. El 26 d'agost de 2016, però, va tornar a la seva terra natal i va fitxar pel FC Porto amb una cessió d'un any. L'1 d'octubre, Jota va fer un hat-trick a la primera part en una victòria a casa per 4-0 contra el CD Nacional. Jota també va participar en la UEFA Champions League 2016-17, i va marcar el seu primer gol a la competició el 7 de desembre en una victòria a casa per 5-0 contra el Leicester City.

### Wolverhampton Wanderers

#### 2017–19: ascens a la Premier League i finalització a l'Europa League

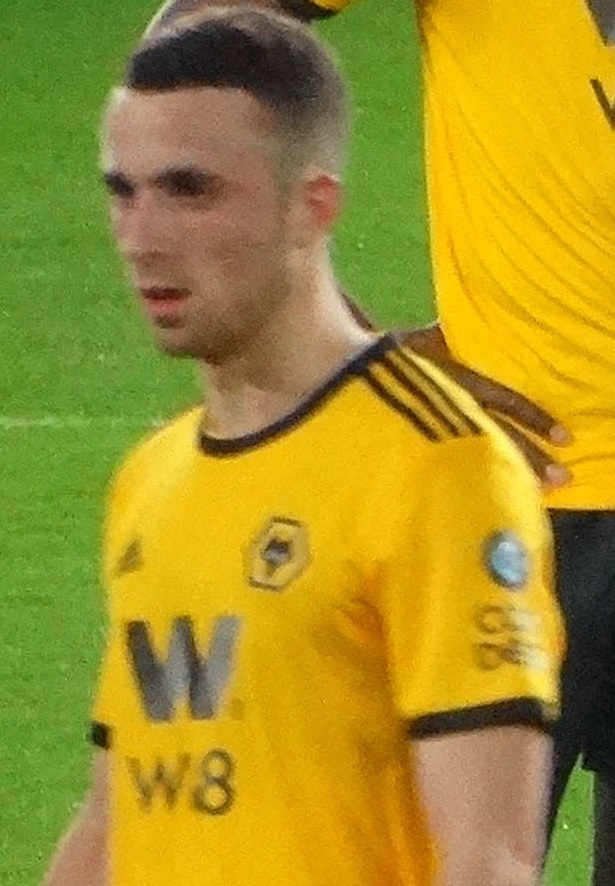
Jota jugant al Wolverhampton Wanderers FC el 2018

El 25 de juliol de 2017, Jota es va traslladar al club del Championship anglès Wolverhampton Wanderers FC cedit per la temporada. Va marcar el seu primer gol el 15 d'agost, en la victòria fora de casa per 3-2 contra l'Hull City.
El 30 de gener de 2018, es va anunciar que s'havia arribat a un acord permanent amb Jota per 14 milions d'euros, que entrava en vigor l'1 de juliol. Va marcar 17 gols, el màxim de la seva carrera en el seu primer any, ocupant així el cinquè lloc a les llistes de màxims golejadors de la lliga, en què els Wolves van aconseguir l'ascens a la Premier League com a campions; a causa de les regulacions de la Lliga anglesa de futbol, va portar el seu cognom legal a la seva samarreta al campionat però va poder canviar-lo per "Diogo J" després de la gesta.
Jota va debutar a la màxima divisió anglesa l'11 d'agost de 2018, jugant els 90 minuts sencers en un empat 2-2 a casa contra l'Everton FC. Va marcar el seu primer gol a la competició el 5 de desembre, ajudant els amfitrions a venir des de darrere per vèncer el Chelsea per 2-1. El seu segon va arribar quatre dies després, en una victòria contra el Newcastle United pel mateix marcador.
El 19 de gener de 2019, Jota va marcar tres gols en una victòria a casa per 4-3 sobre el Leicester City, el segon hat-trick de la seva carrera. En el procés, es va convertir en el segon jugador portuguès a aconseguir la gesta a la Premier League després que ho hagués fet Cristiano Ronaldo 11 anys abans. Aquesta va ser la primera per al club en la competició i la primera per al club en la màxima categoria del futbol anglès des de John Richards, contra la mateixa oposició, a la Football League First Division l'octubre de 1977. El 16 de març de 2019, Jota va marcar un gol en una victòria per 2-1 contra el Manchester United a la FA Cup 2018-19, per ajudar els Wolves a arribar a la seva primera semifinal a la competició des de 1997-98.

#### 2019-20: darrera temporada amb els Wolves
El 25 de juliol de 2019, Jota va marcar en una victòria per 2-0 sobre el club nord-irlandès Crusaders a la segona ronda de classificació de l'Europa League, un gol que era el primer gol europeu dels Wolves des de l'octubre de 1980, i a la següent ronda el 15 d'agost, va marcar per concloure una victòria per 4-0 (8-0 global) sobre el Pyunik.
En l'últim partit de la fase de grups de l'Europa League a casa contra el Beşiktaş el 12 de desembre de 2019, Jota va substituir el seu compatriota Rúben Neves al minut 56 amb el partit sense gols, va marcar 72 segons després i va completar un hat-trick en dotze minuts i els Wolves van acabar guanyant per 4-0. El 20 de febrer següent, va marcar un altre triplet en una victòria amb el mateix marcador davant l'Espanyol en l'anada dels vuitens de final del torneig. La seva 131a i última aparició amb els Wolves va ser com a substitut en la segona part als quarts de final de la Lliga Europa contra el Sevilla l'11 d'agost del 2020; el seu 44è i últim gol per al club va ser en una victòria de lliga per 3-0 sobre l'Everton el 12 de juliol.

### Liverpool

#### 2020-21: temporada de debut i adaptació
El 19 de setembre de 2020, Jota va fitxar pel Liverpool FC amb un acord a llarg termini, per uns 41 milions de lliures. Va fer el seu debut a la Copa EFL cinc dies després, entrant com a substitut de la segona part contra el Lincoln City en una victòria per 7-2. El 28 de setembre, va marcar en el seu debut a la Premier League amb el club, fent el tercer gol en una victòria per 3-1 contra l'Arsenal a Anfield. El 25 d'octubre, va marcar el gol de la victòria en una victòria per 2-1 contra el Sheffield United a Anfield. Tres dies després, Jota va marcar el gol número 10.000 del club en la seva història quan va marcar el primer gol contra el FC Midtjylland a la fase de grups de la Lliga de Campions de la UEFA i va marcar un hat-trick el 3 de novembre en una victòria per 5-0 a l'Atalanta BC a la Lliga de Campions a la mateixa competició el 3 de novembre. En fer-ho, es va convertir en el primer jugador des de Robbie Fowler el 1993 a marcar set gols en les seves primeres deu aparicions al Liverpool. El 22 de novembre, Jota va marcar el segon gol en una victòria per 3-0 contra el Leicester City, convertint-se en el primer jugador del Liverpool a marcar en cadascun dels seus primers quatre partits a casa a la Premier League. Per les seves actuacions a l'octubre, Jota va ser premiat com a Jugador del Mes del Liverpool pels seguidors del club. El 9 de desembre, Jota va patir una lesió a la cama durant un partit de la UEFA Champions League contra el Midtjylland, i va quedar fora dels camps durant tres mesos.
Jota va acabar la seva temporada de debut al club amb nou gols a la Lliga, inclòs un de taló en una victòria fora de casa per 4-2 contra el Manchester United, que va ajudar el Liverpool a acabar tercer a la Premier League i a classificar-se per a la Champions League.

#### 2021–22: Doblet de Copa i final europea
El 14 d'agost de 2021, Jota va marcar el primer gol del Liverpool de la temporada 2021-22 a la Premier League en una victòria a fora per 3-0 contra el que tot just acabava d'ascendir Norwich City. El 24 d'octubre, va marcar en una victòria per 5-0 fora de casa contra el Manchester United, a Old Trafford. El 3 de novembre, va obrir el marcador en una victòria a casa per 2-0 a la Lliga de Campions contra el seu antic club Atlètic de Madrid per assegurar la classificació del Liverpool als vuitens de final, com a campió de grup. El 20 de novembre, Jota va marcar en una victòria a casa per 4-0 contra l'Arsenal, seguida d'un doblet contra el Southampton una setmana més tard en un partit amb el mateix marcador. L'1 de desembre, va marcar el quart gol del Liverpool en una victòria per 4-1 fora de casa contra el rival local Everton FC al derbi de Merseyside, ja que el club es va convertir en el primer equip de la història de la màxima categoria anglesa a marcar almenys dos gols en divuit partits seguits en total. competicions. Per les seves actuacions al novembre, va ser guardonat com a Jugador del Mes dels Fans de la PFA. El 16 de desembre, Jota va marcar el primer gol del Liverpool en una victòria a casa per 3-1 contra el Newcastle United, en la qual va ser la victòria número 2.000 del Liverpool en la màxima categoria.
El 20 de gener de 2022, en el partit de tornada de les semifinals de la Copa de la Lliga, Jota va marcar els dos gols del seu equip en la victòria fora de casa per 2-0 sobre l'Arsenal que van permetre classificar el Liverpool per la final. El 27 de febrer, després d'un empat sense gols contra el Chelsea FC després de la pròrroga, va marcar el seu penal per ajudar el Liverpool a guanyar la seva primera copa de lliga des del 2012.

## Palmarès
Wolverhampton Wanderers
- Campionat EFL: 2017–18[58]

Liverpool
- Copa FA: 2021–22[59]
- Copa EFL: 2021–22,[60] 2023–24[61]
- UEFA Champions League: subcampió: 2021–22[62]
- Community Shield: 2022
- Premier League: 2024–25

Portugal
- UEFA Nations League: 2018–19,[63] 2024–25

## Defunció
Diogo Jota, conjuntament amb el seu germà André Silva, van morir el 3 de juliol de 2025 a la província de Zamora, Espanya, a les 00:30 de la matinada, aproximadament, després d'un accident automobilístic al quilòmetre 65 de l'autopista A-52 a l'alçada de Cernadilla, per causa de la punxada d’un pneumàtic que provocà la pèrdua del control del vehicle, que posteriorment es va incendiar.